# سينيا (إيطاليا)
سينيا (النطق الإيطالي: ‎[ˈsiɲɲa]‏) وهي مدينة إيطالية تقع في مدينة فلورنسا الحضرية وتحديدًا في منطقة توسكانا، وتقع على بعد حوالي 12 كيلومتر (7 ميل) غرب فلورنسا.
تحدّ سينيا البلديات التالية: Campi Bisenzio, Carmignano، Lastra a Signa، Poggio a Caiano، Scandicci.

## التاريخ
لاتبدو أصول سينيا واضحة؛ ولكن على الأرجح أنها كانت موجودة في العصور القديمة، حيث لا يُعلم إن كانت قد أسست على يد الأتروسكان أم الرومان.
كما أنه نادرًا ما يذكر في العصور الوسطى اللأولية أن شارلمان تبرع لأحد قادته بـ «قلعة سينيا»، ويقال أن هذه القصة هي محل خلاف بين المؤرخين. جاء ذكر الكنائس الشعبية المحلية لسان جيوفاني باتيستا وسان لورينزو في وثيقة 977/978 م.
ذاع صيت سينيا محليًا في القرن الرابع عشر بعد بناء جسر قريب منها، وهو الجسر الوحيد في المنطقة الذي يسمح بمرور نهر أرنو. غزاها كوندوتييرو كاستروتشيو كاستراكاني فيما بعد، وقد ورد ذكرها أيضًا في الكوميديا الإلهية لدانتي أليغييري.
أصبحت سينيا مركزًا مهمًا للحرف اليدوية في القرن التاسع عشر.

## أبرز المعالم السياحية
- كنيسة سان جيوفاني باتيستا (القرنان السابع والتاسع الميلادي).
- كنيسة سان لورينزو
- كنيسة القديسة ماريا في كاستيلو
- كنيسة سان مينياتو
- فيلا كاستيليتي
- فيلا سان لورينزو

## الثقافة
سينيا هي مثال نموذجي للمدينة التوسكانية، ففي اليوم التالي لعيد الفصح، يقام مهرجان ديني مهم تكريما لبيتا جيوفانا، حيث تبدأ مسيرة تجوب شوارع سينيا بحضور كثير من الناس ممن يرتدون أزياء قديمة.
في جياني شيتشي للملحن الإيطالي جاكومو يوتشيني (Gianni Schicchi)، " molini di Signa " (مطاحن سينيا) هي الأكثر رغبةً -من قِبل أقاربه- من غيرها من ممتلكات بوزو دوناتي (Buoso Donati).
رواية «سينيا» للكاتبة ماريا لويز رامي (Mary Louise Ramé) -والتي عرفت أيضًا بلقب ويدا (Ouida)- كانت تدور أحداثها في سينيا.

## السكان
كان الرسام الإيطالي سيد سينيا (المجهول الهوية) من مدينة سينيا، وكذلك بعض الفنانين مثل برونو كاتارزي، وجوزيبي سانتيلي، ورافايلو فوسي، وأليموندو سيامبي، وألفارو كارتي، والأكاديميان توماسو بيساغنو وبونكومبانيو دا سينيا، وكذلك المباركة جيوفانا دا سيجنا، والصحفي بييرجورجيو برانزي، والممثل جيانكارلو جوري.

## وصلات خارجية
- الموقع الرسمي